# Aconitum
Aconitum (acónito) es un género de plantas fanerógamas de la familia Ranunculaceae. La especie tipo es el acónito común (Aconitum napellus), a veces llamado simplemente acónito. Comprende 948 especies descritas y de estas, solo 331 aceptadas.

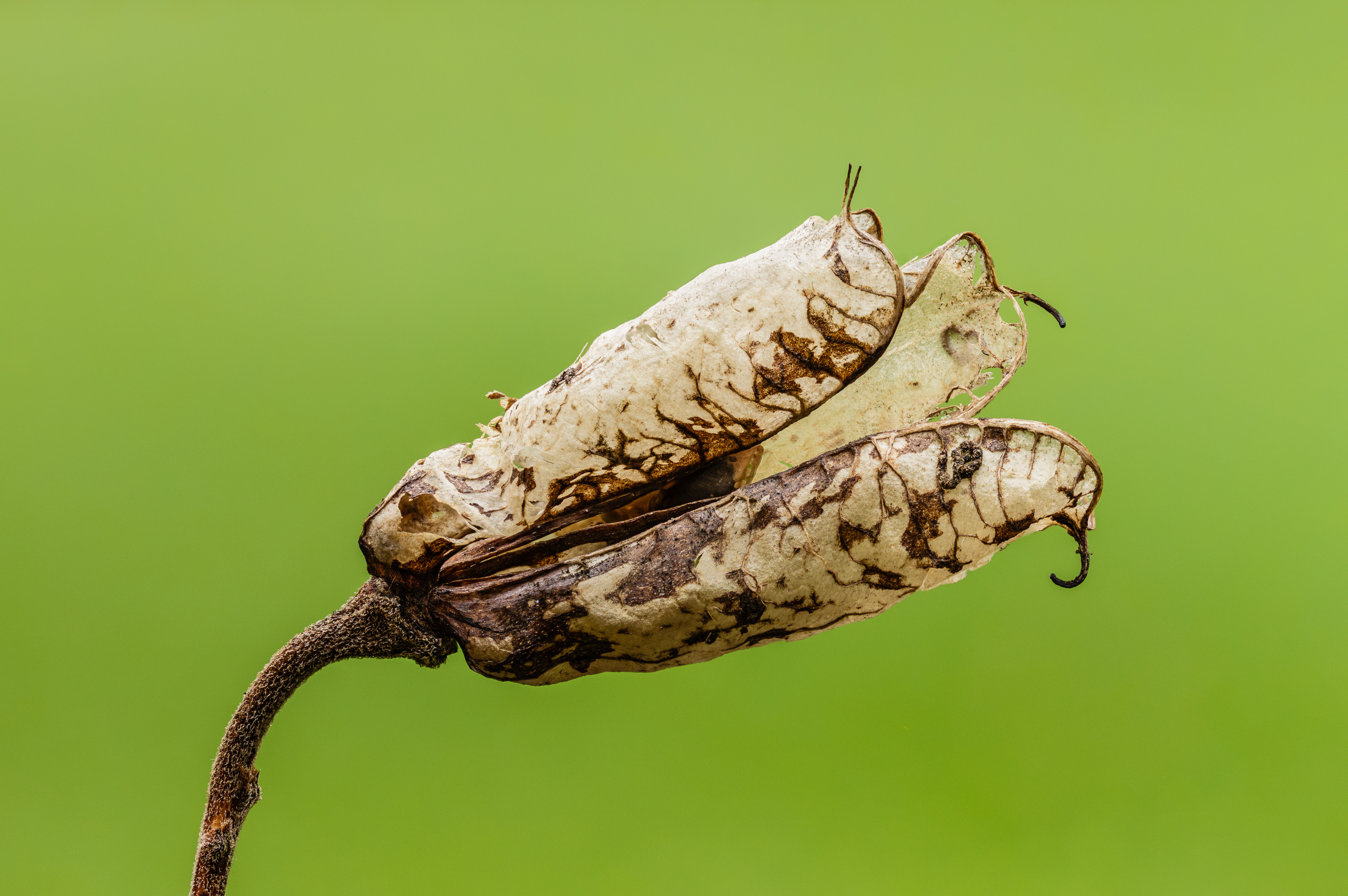
Vaina en estado de descomposición.

## Descripción
Este género de plantas perennes herbáceas es nativo de zonas montañosas del hemisferio norte. Sus hojas verde oscuras tienen estípulas; son palmeadas o palmeadas lobuladas con 5 a 7 segmentos. Cada segmento siguiente es trilobulado con bordes aserrados. Las hojas se disponen en espiral o alternadas, las inferiores son largamente pecioladas.
Son plantas ornamentales, los tallos son erectos, altos, coronados por racimos de largas flores zigomorfas azules, púrpuras, blancas, amarillas o rosas, con numerosos estambres. Se distinguen por tener uno de los cinco sépalos (el posterior), llamado galea, en forma de yelmo cilíndrico. Tiene 2 a 10 pétalos, en forma de nectarios.
Es una planta venenosa ya que contiene aconitina, uno de los alcaloides más activos y tóxicos. El uso de esta planta es peligroso y se conocen casos en los que el veneno hace efecto al contacto con la piel. Es recomendable aprender a reconocerla. Se considera la planta más tóxica de Europa.

## Composición química
Contiene alcaloides diterpénicos, que en la raíz oscilan del 0.5 al 1.5%, de los que el principal, es la aconitina, así como aconina, napelina, neolina, hipaconitina, trazas de efedrina y esparteína, los glucósidos flavónicos luteolina y apigenina; glúcidos como el almidón (40-50%); prótidos, 10%; materias minerales, 4%, ácidos orgánicos como el ácido aconítico, ácido málico, etc.
En los tubérculos, la aconitina supone hasta un 85% de la totalidad de sus alcaloides. 

## Toxicidad
Todas las partes de las plantas del género Aconitum pueden contener alcaloides diterpeno, cuya ingestión supone un riesgo para la salud. Los alcaloides presentes en las raíces son extremadamente tóxicos, por sus potentes efectos cardiotóxicos y neurotóxicos.
Debido a su alta toxicidad, la Organización Mundial de la Salud (OMS) y la Agencia Europea del Medicamento (EMEA) no recomiendan su uso para el tratamiento de ninguna dolencia.[cita requerida]
El acónito supone una fuente oculta de envenenamiento en infusiones de hierbas no tóxicas, contaminadas con sus raíces.
En Asia, donde se considera que el acónito posee efectos beneficiosos para la salud, se producen envenenamientos graves e incluso mortales, como consecuencia de la utilización de las raíces en la preparación de sopas y comidas.

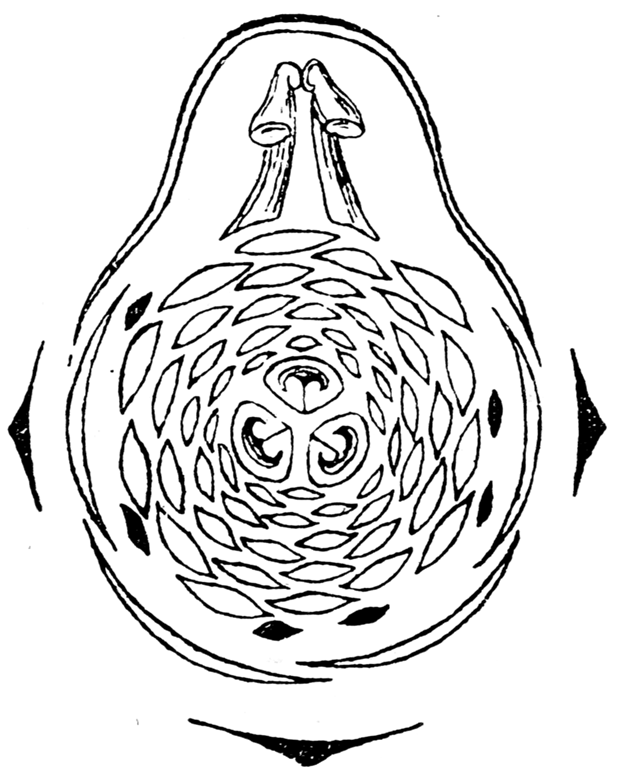
Diagrama floral.

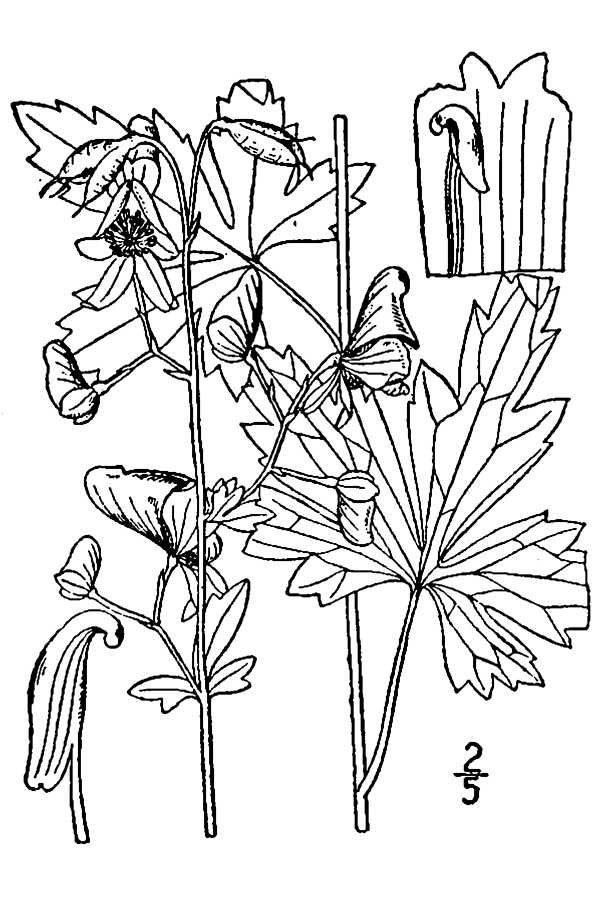
Aconitum uncinatum.

## Taxonomía
El género fue descrito por Carlos Linneo y publicado en Species Plantarum 1: 532. 1753. La especie tipo es: Aconitum napellus.

## Etimología
Aconitum es el nombre genérico, y deriva del griego antiguo akòniton (= "planta venenosa"). De hecho, la planta es conocida por su alta toxicidad desde la antigüedad homérica. Este nombre probablemente indicaba una planta venenosa endémica cuyo hábitat era común entre las rocas escarpadas en algunas zonas de Grecia. Hay dos raíces que se atribuyen a su nombre:  akone (= "piedra"), en referencia a su hábitat; y koné (= "matar"), obviamente haciendo referencia a su toxicidad. También fue utilizado como un símbolo negativo (maldición o venganza) en la mitología de los pueblos mediterráneos. Según otras fuentes (Plinio el Viejo), el nombre Aconitum se deriva de un antiguo puerto en el Mar Negro, llamado "Aconis". El nombre científico actualmente aceptado (Aconitum) fue propuesto por Carl von Linne, considerado el padre de la moderna clasificación científica de los organismos vivos, en la publicación Species Plantarum, de 1753.

## Principios activos tóxicos
Todas las partes del acónito contienen alcaloides, bases nitrogenadas diterpénicas, concentradas sobre todo en la raíz. La aconitina mayoritaria es un diester, derivado acetilado y benzoilado de un amino-alcohol hexacíclico norditerpénico (es decir, en C19), la aconina. Los alcaloides minoritarios tienen una estructura perecida: hipaconitina, mesaconitina, licaconitina, neopelina, napelina neolina.
La aconitina es uno de los tóxicos vegetales más temibles. La dosis tóxica para el ser humano se acerca a la dosis terapéutica (0,25 mg); la dosis letal es de 5 mg, y 2 mg provocarían grandes trastornos cardíacos. En cuanto a la tintura de acónito, se estima la dosis tóxica en 5 ml. Para la raíz, la dosis mortal se fija en 2-4 g.
La preparación de los acónitos provoca la hidrólisis de gran parte de los compuestos nativos, lo que reduce considerablemente su toxicidad.

## Manifestaciones clínicas
Los primeros síntomas aparecen a los 30-45 minutos de media después de la ingestión. Produce picores en la lengua y hormigueos en la cara y las extremidades. La parestesia evoluciona hasta una anestesia de los estímulos nociceptivos y debilidad muscular.. También aparecen náuseas y vómitos.
Algunos sujetos tuvieron dificultades respiratorias, muchos estaban hipotensos. Debido a la actividad estimuladora de los canales sódicos de la aconitina; muchas veces, la calemia sigue normal y a veces disminuye. 
En los casos más graves, se produce la muerte después de una fibrilación ventricular, que evoluciona inexorablemente, incluso después de aplicar un electrodo estimulador.

## Tratamiento
Cuando la ingestión del tóxico es reciente, se practica una descontaminación digestiva: lavado de estómago, administración de carbón activo. La eventual deshidratación y el desorden electrolítico se corrigen con los aportes necesarios. La disrritmia ventricular impone vigilancia continua durante las primeras 24 horas. En ausencia de antídoto específico, la única terapéutica eventual a aplicar es la administración de anti-arrítmicos junto a la lidocaína, como primera medida habría que utilizar la amiodarona y flecainida. También se emplean bretilium, procainamida, difenilhidantoína.

## Toxicidad en otros animales
Rara toxicidad en animales debido a la inaccesibilidad de la planta. Las dosis tóxicas para el caballo son de, 300-400 g de raíz fresca, para el perro, 5 g de raíz seca.

## Algunas especies aceptadas
A continuación se brinda un listado de las especies del género Aconitum aceptadas hasta julio de 2014, ordenadas alfabéticamente. Para cada una se indica el nombre binomial seguido del autor, abreviado según las convenciones y usos.
| - Aconitum ajanense Steinb. - Aconitum alboviolaceum Kom. - Aconitum altaicum Steinb. - Aconitum ambiguum Rchb. - Aconitum anthora L. - Aconitum anthoroideum DC. - Aconitum apetalum (Huth) B.Fedtsch. - Aconitum axilliflorum Vorosch. - Aconitum baburinii (Vorosch.) S.D.Shlotgauér - Aconitum baicalense Turcz. ex Rapaics - Aconitum barbatum Pers. - Aconitum besserianum Andrz. - Aconitum biflorum Fisch. ex DC. - Aconitum bisma (Buch.-Ham.) Rapaics - Aconitum brachypodum Diels - Aconitum bucovinense Zapal. - Aconitum burnatii Gáyer - Aconitum × cammarum L. - Aconitum carmichaelii Debeaux - Aconitum charkeviczii Vorosch. - Aconitum chasmanthum Stapf - Aconitum cochleare Vorosch. - Aconitum columbianum Nutt. - Aconitum confertiflorum Gáyer - Aconitum consanguineum Vorosch. - Aconitum coreanum (H.Lév.) Rapaics - Aconitum crassifolium Steinb. - Aconitum cymbulatum Lipsky - Aconitum decipiens Vorosch. & Anfalov - Aconitum degenii Gáyer (sin. A. variegatum ssp. paniculatum) - Aconitum delphiniifolium DC. - Aconitum desoulavyi Kom. - Aconitum eulophum Rchb. (sin. A. anthora) - Aconitum falconeri Stapf - Aconitum ferox Wall. ex Ser. - Aconitum firmum Rchb. - Aconitum fischeri Rchb. - Aconitum flerovii Steinb. - Aconitum forrestii Stapf - Aconitum ×fusungense S.H.Li & Y.H.Huang - Aconitum gigas H.Lév. & Vaniot - Aconitum gracile Rchb. ex Gáyer (sin A. variegatum ssp. variegatum) - Aconitum gymnandrum Maxim. - Aconitum helenae Vorosch. - Aconitum hemsleyanum E.Pritz. - Aconitum henryi E.Pritz. - Aconitum heterophyllum Wall. ex Royle - Aconitum hosteanum Schur - Aconitum jacquinii Rchb. (sin. A. anthora) - Aconitum jaluense Kom. - Aconitum japonicum Thunb. - Aconitum jenisseense Polozh. - Aconitum jaluense Kom. - Aconitum karafutense Miyabe & Nakai - Aconitum kirinense Nakai - Aconitum krylovii Steinb. - Aconitum kunasilense Nakai - Aconitum kurilense Takeda - Aconitum kusnezoffii Rchb. - Aconitum kuzenevae Vorosch. - Aconitum lasiocarpum Rchb. (sin. A. variegatum ssp. valesiacum) - Aconitum lasiostomum Rchb. - Aconitum leucostomum Vorosch. - Aconitum longiracemosum Vorosch. - Aconitum lycoctonum L. | - Aconitum nagarum Stapf - Aconitum nanum Simonk. - Aconitum napellus L.: especie tipo - Aconitum nasutum Fisch. ex Reichb. - Aconitum nemorosum M.Bieb. ex Rchb. (sin. A. anthora) - Aconitum nemorum Popov - Aconitum neosachalinense H.Lév. - Aconitum novoluridum Munz - Aconitum ochotense Rchb. - Aconitum odontandrum Wissjul. (sin. A. variegatum ssp. variegatum) - Aconitum orientale Mill. - Aconitum palmatum D.Don - Bisma de la India - Aconitum paniculatum Lam. - Aconitum paniculigerum Nakai - Aconitum pascoi Vorosch. - Aconitum pavlovae Vorosch. - Aconitum pendulum N.Busch - Aconitum pilipes Gáyer - Aconitum plicatum Koehler ex Rchb. - Aconitum podolicum (Zapał.) Vorosch. - Aconitum pseudanthora Wender. (sin. A. anthora) - Aconitum pseudokusnezowii Vorosch. - Aconitum puchonroenicum Uyeki & Sakata - Aconitum raddeanum Regel - Aconitum ranunculoides Turcz. ex Ledeb. - Aconitum reclinatum A.Gray - Aconitum rogoviczii Wissjul. - Aconitum romanicum Woloszcz. - Aconitum rotundifolium Kar. & Kir. - Aconitum rubicundum Fisch. - Aconitum sachalinense F.Schmidt - Aconitum sajanense Kumin. - Aconitum scaposum Franch. - Aconitum sczukinii Turcz. - Aconitum septentrionale Koelle - Aconitum seravschanicum Steinb. - Aconitum sichotense Kom. - Aconitum sinomontanum Nakai - Aconitum smirnovii Steinb. - Aconitum soongaricum Stapf - Aconitum spicatum (Brühl) Stapf - Aconitum stoloniferum Vorosch. - Aconitum stubendorffii Vorosch. - Aconitum subglandulosum Khokhr. - Aconitum subvillosum Vorosch. - Aconitum sukaczevii Steinb. - Aconitum sungpanense Hand.-Mazz. - Aconitum taigicola Vorosch. - Aconitum talassicum Popov - Aconitum tanguticum (Maxim.) Stapf - Aconitum tauricum Wulfen - Aconitum ×tokii Nakai - Aconitum turczaninowii Vorosch. - Aconitum umbrosum (Korsh.) Kom. - Aconitum uncinatum L. - Aconitum uncinatum ssp. muticum - Aconitum uncinatum ssp. uncinatum - Aconitum variegatum L. - Aconitum variegatum ssp. paniculatum - Aconitum variegatum ssp. pyrenaicum Vivant in Vivant & Delay - Aconitum variegatum ssp. valesiacum - Aconitum variegatum ssp. variegatum - Aconitum vilmorinianum Kom. - Aconitum volubile Pall. ex Koelle - Aconitum vulparia Rchb. (sin. A. lycoctonum ssp. vulparia) - Aconitum woroschilovii Luferov |

### Híbridos naturales
- Aconitum × austriacum Tratt. ex Rchb.
- Aconitum × cammarum L.
- Aconitum × hebegynum
- Aconitum × oenipontanum (A. variegatum ssp. variegatum × ssp. paniculatum)
- Aconitum × pilosiusculum
- Aconitum × platanifolium (A. lycoctonum ssp. neapolitanum × ssp. vulparia)
- Aconitum × zahlbruckneri (A. napellus ssp. vulgare × A. variegatum ssp. variegatum)

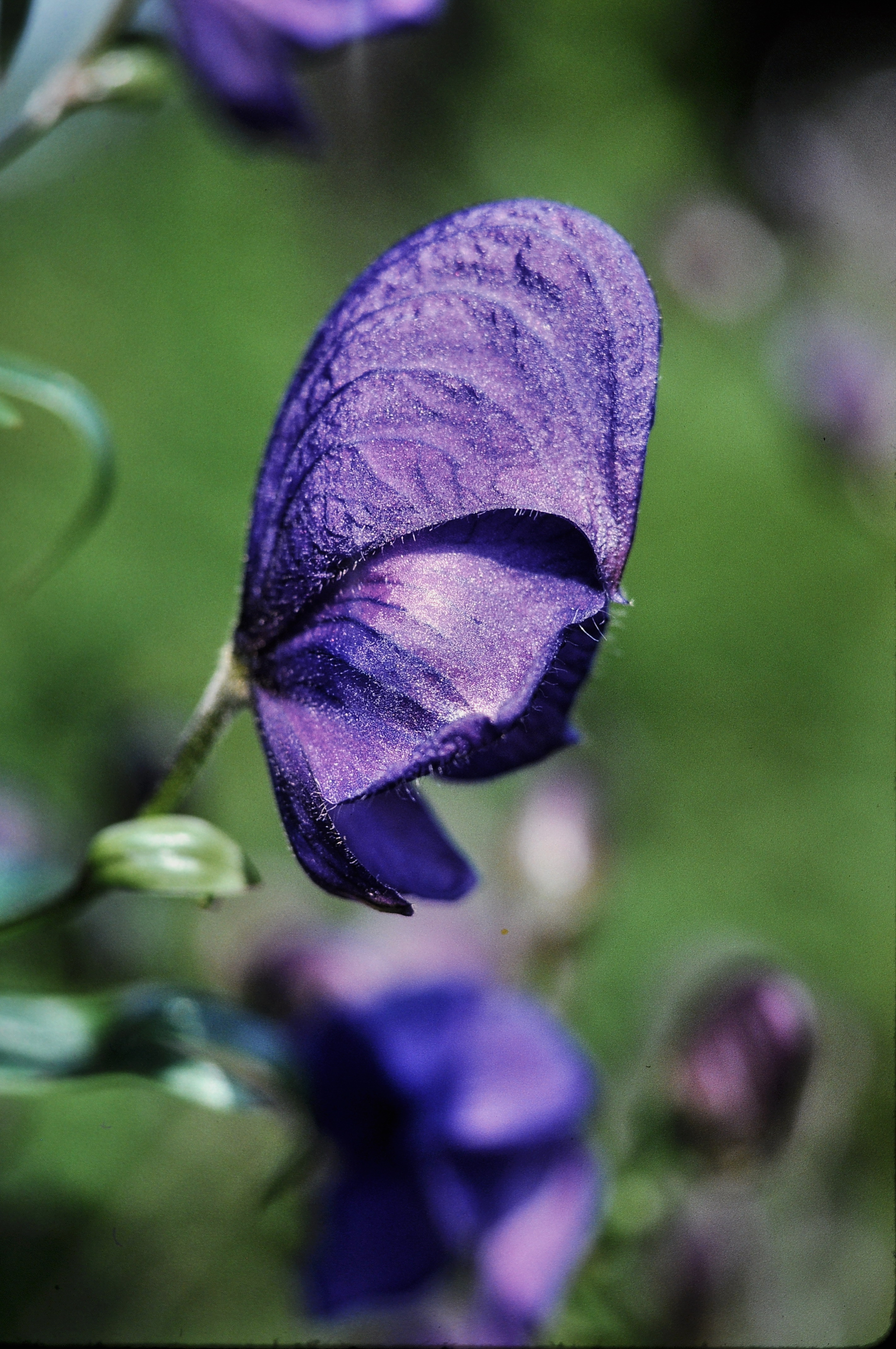
Aconitum napellus

### Miscelánea
- [http://penelope.uchicago.edu/~grout/encyclopaedia_romana/aconite/aconite.html James Grout: Aconite Poisoning, parte de la Encyclopædia Romana